# Keresztesvirágúak

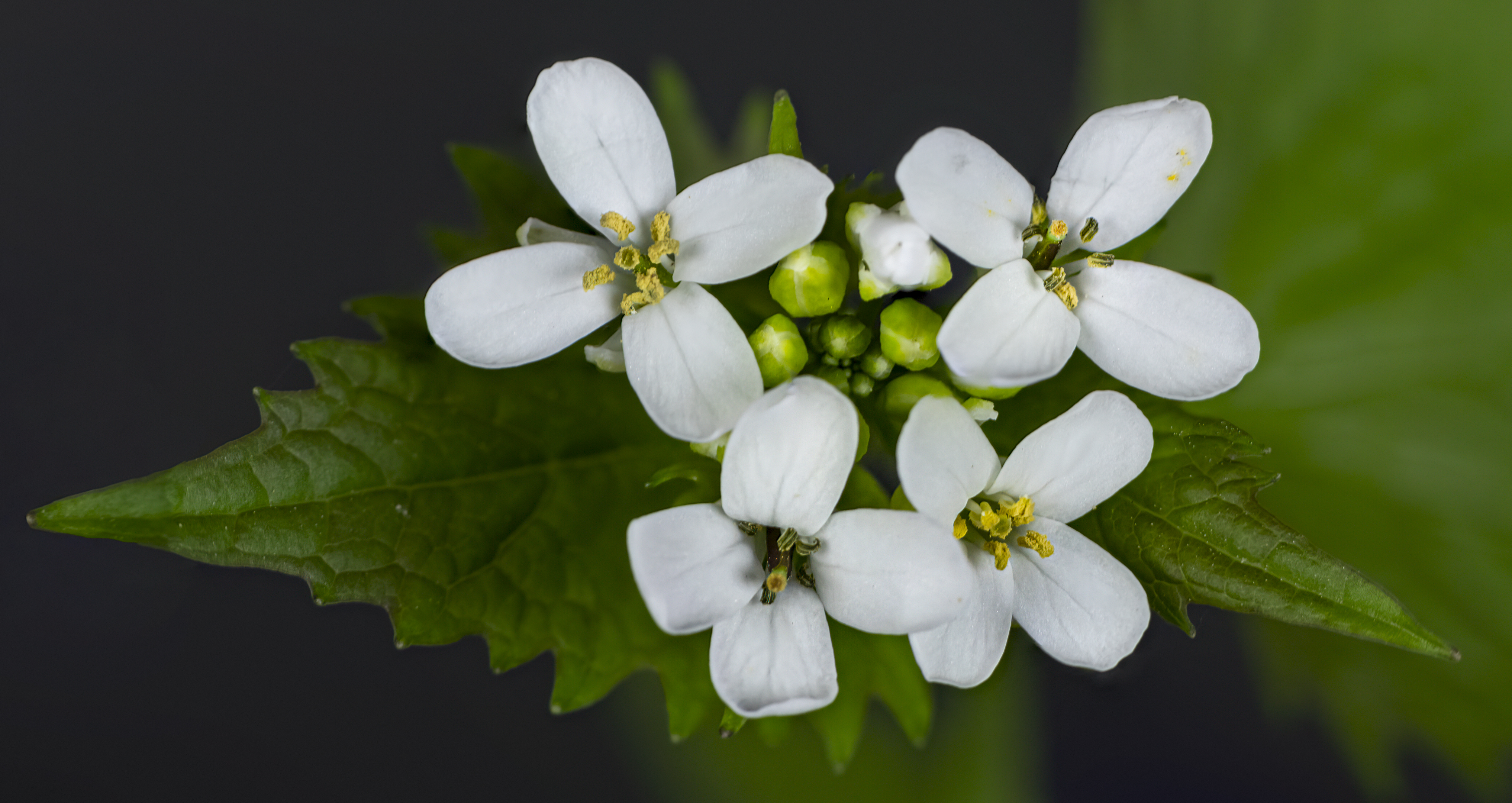
Kányazsombor (Alliaria petiolata)

A keresztesvirágúak (Brassicales) a zárvatermők, azon belül a valódi kétszikűek egy rendje.

## Jellemzők
A virágok legtöbbször kétivarúak, ötkörűek, körönként leginkább négytagúak. Magházuk felső állású, és két termőlevélből áll, amelyek összenőve egyetlen termőt képeznek, melyben a válaszfalak redukálódtak (parakarpikus termőtáj). A termőtájból toktermés fejlődik.
A rend számos tagjának közös vonása, hogy glikozinolátot termelnek. A sejtnedvüreg sérülésekor speciális sejtekben termelődő mirozináz enzim a glikozinolátokat csípős ízű mustárolajokra bontja.

## Rendszerezés
A Cronquist-rendszerben a Brassicales-t Capparales-nek hívták, és a Dilleniidae alosztályba sorolták. Az egyedüli ide sorolt családok a Brassicaceae és a Capparaceae (különálló családként kezelve), valamint a Tovariaceae, Resedaceae és Moringaceae voltak. Más, jelenleg ide sorolt taxonokat különböző egyéb rendekbe soroltak.
Több nemzetségről, amit a klasszikus rendszertanok a Capparaceae alá soroltak, bebizonyosodott hogy közelebb áll a Brassicaceae-hez, ezért az APG II-rendszerben a két családot kezdetben összevonták Brassicaceae név alatt. A későbbi rendszertani munkák részleteiben feldolgozták a Capparaceae-Brassicaceae leszármazási vonalakat és újra megalapozták a Capparaceae-t, ezúttal szűkebben definiálva, vagy a Cleome nemzetség és a Brassicaceae kapcsolódó nemzetségeinek hozzávételével, vagy a különálló Cleomaceae család leírásával. Számos más nemzetség kapcsolatai továbbra is kidolgozatlanok maradtak.
Az APG II-rendszerben még opcionálisan leválasztható Bretschneideraceae családot az APG III-ban integrálták az Akaniaceae-be. A korábban a Brassicaceae-be vont Cleomaceae, valamint a Capparaceae családot újra létrehozták, néhány nemzetséget leválasztva róluk.

## Elnevezés
A keresztesvirágúak elnevezés a rend képviselőire széles körben jellemző keresztes virágra, azaz két-két szemben álló sziromból álló pártájú virágra utal. Az „keresztesvirágúak” elnevezés eredetileg a káposztafélék (Brassicaceae) családját jelölte, melynek régebbi tudományos neve Cruciferae, ami szó szerinti fordításban „kereszthordozó”-t jelent. A keresztesvirágúak elnevezés használata a Brassicaceae család megjelölésére ma is széles körben elterjedt. A magyar nyelvű irodalomban előfordul még, hogy a Brassicales rendet a névadó Brassica nemzetség magyar megfelelőjét alapul véve „káposztavirágúak”-nak, illetve hasonló elv alapján a régebbi Capparales rendet a Capparis nemzetség megfelelőjéből kiindulva „kaprivirágúak”-nak nevezik.